# Прапор Джанкойського району
Пра́пор Джанко́йського райо́ну затверджений 21 квітня 2005 року рішенням № 4/20-29 Джанкойської районної ради.

## Опис
Жовте прямокутне полотнище із співвідношенням ширини до довжини 2:3 перетнуто лівим синім перев'язом (ширина 2/3 ширини прапора), на якому срібний лук, між тятивою і луком якого вертикально поставлено три золотих пшениці (висота колоса становить 2/3 ширини прапора, товщина — 1/20 довжини прапора).
Справа і зліва у жовтому полі по три синіх шиповидних смуги, що не доходять до краю і перев'язу, розташовані ближче до горизонтального боку прапора.

## Значення символіки
Проєкт прапора побудований на основі елементів герба Джанкойського району і несе його символіку.